# Logisticus simplex
Logisticus simplex är en skalbaggsart som beskrevs av Waterhouse 1880. Logisticus simplex ingår i släktet Logisticus och familjen långhorningar.
Artens utbredningsområde är Madagaskar. Inga underarter finns listade i Catalogue of Life.